# 오무라 요시아키
오무라 요시아키(일본어: 大村喜前/嘉前, 에이로쿠 12년(1569년) ~ 겐나 2년 음력 8월 8일(1616년 9월 18일)는 아즈치모모야마 시대와 에도 시대 초기의 다이묘이다. 히젠 오무라번의 초대 번주이다. 오무라 스미타다의 장남이며, 어머니는 사이고 스미히사의 딸이고, 본처는 아리마 요시즈미의 딸이다. 자식은 스미요리. 관위는 종오위하 단고노카미이다.

## 가계
아리마 하루노부(有馬晴信)와는 사촌지간이다.
| 전임 오무라 스미타다 | 제13대 오무라 가문 당주 1587년 ~ 1616년 | 후임 오무라 스미요리 |

|  | 제1대 오무라번 번주 (오무라 가문) 1587년 ~ 1616년 | 후임 오무라 스미요리 |